# Hilara perplexa
Hilara perplexa är en tvåvingeart som beskrevs av Mario Bezzi 1909. Hilara perplexa ingår i släktet Hilara och familjen dansflugor. Inga underarter finns listade i Catalogue of Life.